# A1 (Polen)
De A1 of Autostrada 1 is een autosnelweg in Polen, die loopt van Gdańsk in het noorden naar de grens met Tsjechië in het zuiden bij Gorzyczki. De weg is volledig gerealiseerd als autosnelweg op 23 juni 2022. De lengte van de A1 bedraagt 585 kilometer. De A1 loopt vanaf het begin in Gdańsk gelijk aan de E75 tot en met het knooppunt Pyrzowice. Daar gaat de E75 verder op de Poolse S1.
| Van                  | Naar                 | Lengte | Status      |
| -------------------- | -------------------- | ------ | ----------- |
| Gdańsk               | Toruń                | 152 km | opengesteld |
| Toruń                | Stryków              | 144 km | opengesteld |
| Stryków              | Tuszyn               | 41 km  | opengesteld |
| Tuszyn               | Piotrków Trybunalski | 18 km  | opengesteld |
| Piotrków Trybunalski | Częstochowa          | 82 km  | opengesteld |
| Częstochowa          | Luchthaven Pyrzowice | 57 km  | opengesteld |
| Pyrzowice            | Gliwice              | 37 km  | opengesteld |
| Gliwice-Sosnica      | Świerklany           | 36 km  | opengesteld |
| Świerklany           | Gorzyczki            | 18 km  | opengesteld |

## Tolheffing
Polen kent net als veel andere Europese landen een tolsysteem. Er zijn twee tolcategorieën waartussen onderscheid wordt gemaakt wat betreft het voertuig:
- Lichte voertuigen (<3500 kg)
- Zware voertuigen (>3500 kg)

De tol voor lichte voertuigen (waaronder personenauto's) op de A1: 
- A1 Gdańsk - Toruń

Naast deze sectie zijn er nog twee andere tolsecties in Polen voor lichte voertuigen.
Zware voertuigen (denk aan vrachtauto's) moeten op meerdere snelwegen tol betalen. Behalve lichte voertuigen moeten zware voertuigen ook op sommige nationale wegen betalen. Bestuurders van deze categorie voertuigen kunnen voor een tolwegenkaartje terecht op de website: etoll.gov.pl. 
A1 · A2 · A4 · A6 · A8 · A18 · A50
S1 · S2 · S3 · S5 · S6 · S7 · S8 · S10 · S11 · S12 · S14 · S16 · S17 · S19 · S22 · S50 · S51 · S52 · S61 · S74 · S79 · S86